# Kolmperse och Vähävesi
Kolmperse och Vähävesi är en sjö i kommunerna Lojo och Högfors i landskapet Nyland i Finland. Sjön ligger 117,2 meter över havet. Den är 15,71 meter djup. Arean är 1,43 kvadratkilometer och strandlinjen är 19,91 kilometer lång. Sjön  ingår i Karisåns huvudavrinningsområde.   Den ligger omkring 66 km nordväst om Helsingfors. 
I sjön finns öarna Kaijankivensaari, Karhusaari och Majasaari.